# Ibn al-Samh
Abū al-Qāsim Aṣbagh ibn Muḥammad ibn al-Samḥ al-Gharnāṭī al-Mahri, également connu sous le nom d'Ibn al-Samḥ, né en 979 à Cordoue et mort en 1035 à Grenade, est un mathématicien et astronome arabe d'Al-Andalus. Il a travaillé à l'école fondée par Al-Majriti à Cordoue, jusqu'à ce que des troubles politiques l'obligent à déménager à Grenade, où il était employé par Ḥabbūs ibn Māksan. Il est connu pour ses traités sur la construction et l'utilisation de l'astrolabe, ainsi que pour les premiers travaux connus sur l'équatoire planétaire. En outre, en mathématiques, on se souvient de lui pour un commentaire sur Euclide et pour ses contributions à l'algèbre précoce, entre autres travaux . Il est un écrivain parmi d'autres appelés « Abulcasim » dans les textes latins.
L'exoplanète Samh, également connue sous la désignation Upsilon Andromedae c, est nommée en son honneur.